# Huma Abedin
Huma Mahmood Abedin (ourdou : هما محمود عابدين), née le 28 juillet 1976 à Kalamazoo (Michigan), est une conseillère politique américaine.
Assistante personnelle d'Hillary Clinton durant sa campagne aux primaires démocrates de 2008, elle devient sa chef de cabinet lorsque celle-ci devient secrétaire d'État des États-Unis sous la présidence de Barack Obama. Lors des primaires démocrates de 2016, elle est sa directrice adjointe de campagne.

## Biographie

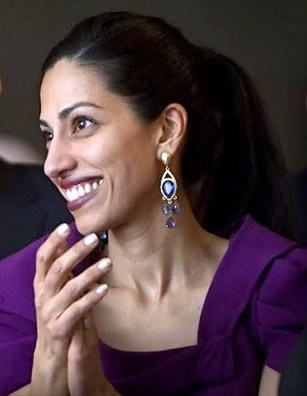
Huma Abedin en octobre 2010.

Son père, Syed Abedin (1928-1993), d’origine indienne, a travaillé en tant que professeur à l'université du roi Abdulaziz d'Arabie saoudite au début des années 1970[réf. nécessaire]. Sa mère, Saleha Mahmood Abedin, d'origine pakistanaise, est professeur de sociologie à la faculté Dar Al-Hekma de Djeddah[réf. nécessaire]. Sa famille déménage du Michigan à Jeddah, en Arabie saoudite, lorsqu'elle a deux ans et y fonde l'Institut des affaires des  minorités musulmanes, un groupe de réflexion qui publie le Journal of Muslim Minority Affairs. Son père en est alors le rédacteur en chef ; la publication vise à informer les communautés musulmanes dans le monde. Il a été critiqué pour avoir intégré des organisations liées au Hamas et aux Frères musulmans. À sa mort en 1993, son épouse lui succède.
Entre 1996 et 2008, Huma Abedin est rédactrice en chef adjointe du journal ; sa sœur Heba lui succède, tandis que son frère Hassan y publie des critiques de livres.
Huma Abedin retourne aux États-Unis à l'âge de 18 ans, pour poursuivre ses études à l'université George-Washington. À 19 ans, elle obtient un stage à la Maison-Blanche, au service de la Première dame Hillary Clinton,.
Durant les primaires démocrates de 2008, elle est l'assistante personnelle de la candidate, chargée notamment de ses déplacements et de son agenda. Assistante d'Hillary Clinton, chef du protocole, conseillère technique et chef de cabinet lorsque celle-ci est secrétaire d'État de Barack Obama (continuant en parallèle ses activités de consultante chez Teneo Holdings, ce qui lui a valu des critiques pour conflit d'intérêts), elle devient sa directrice adjointe de campagne lors des primaires démocrates de 2016. Très proche de la femme politique, elle est souvent présentée par les médias comme sa « seconde fille ».
À la même période, alors qu'Hillary Clinton est mêlée à un scandale lié à l'utilisation d'une boîte de messagerie parallèle à celle, officielle, du département d'État, du temps où elle occupait ce poste, l'ordinateur d'Huma Abedin est fouillé par les enquêteurs du FBI.
Fin octobre 2016, le directeur du FBI James Comey annonce que ses équipes vont rouvrir le dossier au vu de la prise de connaissance de milliers de nouveaux e-mails d'Hillary Clinton sur un ordinateur que partageait Huma Abedin avec son mari Anthony Weiner,, accusé d'avoir envoyé des SMS à caractère sexuel à une mineure de 15 ans. Le 6 novembre de la même année, ces investigations sont abandonnées.
En 2021, elle publie ses mémoires, Both/And : A Life in Many Worlds (Simon & Schuster), et fait la promotion de son livre accompagnée d'Hillary Clinton.

### Vie privée
Huma Abedin se marie en 2010 à Anthony Weiner, représentant démocrate et candidat à la mairie de New York. Le couple a un fils, Jordan, né le 21 décembre 2011.
Elle a été à plusieurs reprises au centre de l'actualité américaine, notamment lorsqu'elle a été prise à partie par un groupe de républicains sur des supposés liens qu'elle aurait avec les Frères musulmans (le sénateur et ancien candidat républicain à la Maison-Blanche John McCain a pour sa part jugé qu'il s'agissait d'une « attaque injustifiée et infondée »), et lors des scandales (le premier en 2011, le second en 2012) provoqués par les conversations à caractère sexuel, rendues publiques, que son mari entretenait avec des correspondantes. 
Huma Abedin et Anthony Weiner ont officialisé leur divorce en août 2016. 
En juillet 2022, elle a fréquenté l'acteur américain Bradley Cooper.
Le 10 juillet 2024, elle se fiance à Alexander Soros, fils du milliardaire George Soros.